# Tripos

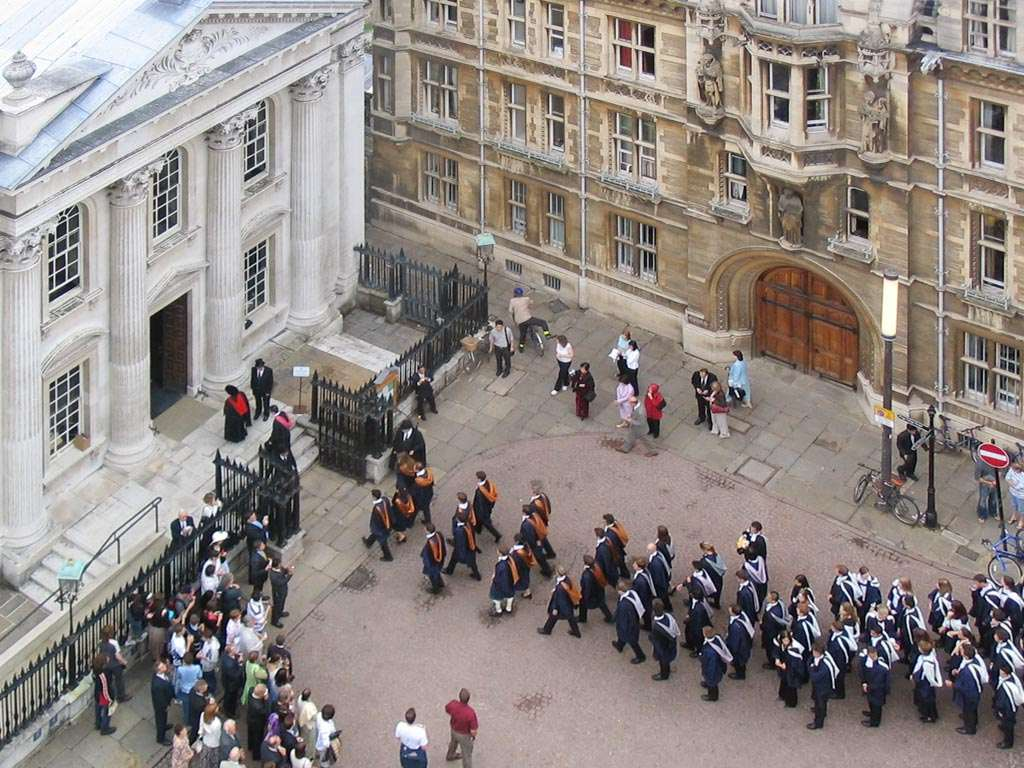
Los graduados del Trinity College ingresan a la Casa del Senado durante una ceremonia de graduación de la Universidad de Cambridge.

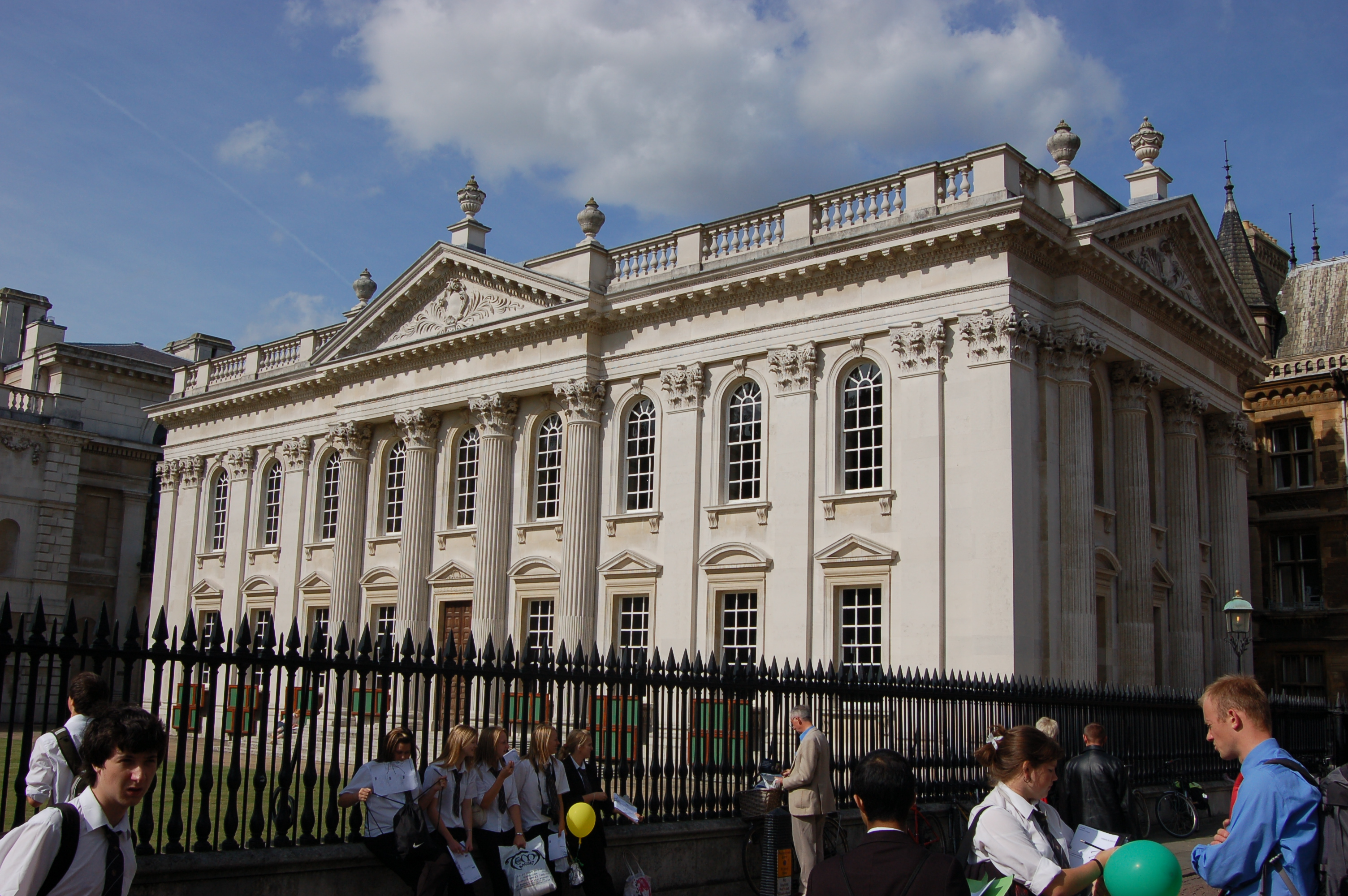
Los resultados de Tripos se publicaron fuera de los departamentos y la Casa del Senado hasta 2021.

Tripos es un examen académico que se originó en la Universidad de Cambridge en Inglaterra. Incluye cualquiera de varios exámenes requeridos para calificar a un estudiante universitario para una licenciatura o los cursos tomados por un estudiante para prepararse para estos. Los estudiantes de pregrado que estudian matemáticas, por ejemplo, en última instancia toman el Tripos matemático, y los estudiantes de literatura inglesa toman el Tripos inglés.
La palabra tiene una etimología oscura, pero se puede rastrear hasta los taburetes de tres patas en los que los candidatos solían sentarse cuando tomaban exámenes orales, conocidos como trípodes .
El origen y la evolución de Cambridge Tripos se pueden encontrar en Academic Charisma and the Origin of the Research University de William Clark.Un tripos se divide en dos partes: la Parte I, que tiene una base amplia, y la Parte II, que permite la especialización dentro del campo elegido por el estudiante. Dado que una licenciatura suele tardar tres años en completarse, la Parte I o la Parte II son dos años y la otra un año. Los detalles de esto pueden variar de un tema a otro. También se ofrece una Parte III optativa en algunas asignaturas.
Los estudiantes son examinados formalmente al final de cada parte y se les otorga una clasificación de grado para cada parte. 
Los reglamentos de títulos establecen que, para obtener un título, un estudiante debe haber aprobado dos exámenes de honores (es decir, dos exámenes Tripos); esto podría incluir una Parte I y una Parte II, dos exámenes de la Parte I o (en algunos casos) un Parte I y una Parte IA.
A los estudiantes que ya poseen una licenciatura o su equivalente de otra universidad generalmente se les permite omitir la Parte I y, por lo tanto, pueden completar una licenciatura de Cambridge en dos años o menos.